# Gotha B-Typen
Die Gotha B-Typen der Gothaer Waggonfabrik waren zweisitzige Aufklärungsflugzeuge der deutschen Luftstreitkräfte im Ersten Weltkrieg.

## Entwicklung
1914 entwickelte Gotha einen Doppeldecker mit 120 PS-Reihenmotor, der die Werksbezeichnung LD7 erhielt und von der Idflieg als Gotha B.I klassifiziert wurde. 
- Gotha B.I
- Gotha B.I

Der B.II (Werksbezeichnung LD10) unterschied sich deutlich vom B.I: Die Tragflächen waren größer, der Rumpf kürzer und es wurde ein Umlaufmotor eingebaut. Gotha griff beim B.II auf ein früheres Konzept zurück: Bereits 1913 hatte Gotha einen Zweisitzer mit der Bezeichnung LD1 gebaut, der von einem Gnôme-Umlaufmotor mit 100 PS angetrieben wurde. 

## Einsatz
18 B.I wurden geliefert und bis 1915 als Aufklärungs-, danach als Schulflugzeug verwendet. Der B.II, von dem 10 Exemplare gebaut wurden, wurde als Schulflugzeug verwendet.

## Technische Daten
| Kenngröße             | B. I (LD7)                                                           | B. II (LD10)                              |
| --------------------- | -------------------------------------------------------------------- | ----------------------------------------- |
| Jahr                  | 1915                                                                 | 1916                                      |
| Verwendung            | Aufklärer, Schulflugzeug                                             | Schulflugzeug                             |
| Besatzung             | 2                                                                    | 2                                         |
| Länge                 | 8,40 m                                                               | 7,25 m                                    |
| Spannweite            | 12,40 m                                                              | 14,50 m                                   |
| Höhe                  | 3,00 m                                                               | 3,45 m                                    |
| Flügelfläche          | 39,50 m²                                                             | 46,00 m²                                  |
| Leermasse             | 725 kg                                                               | 525 kg                                    |
| Startmasse            | 1125 kg                                                              | 1127 kg                                   |
| Motor                 | wassergekühlter 6-Zylinder-Reihenmotor Mercedes D.II, 120 PS (88 kW) | Umlaufmotor Oberursel U.I, 100 PS (74 kW) |
| Höchstgeschwindigkeit | 125 km/h                                                             | 115 km/h                                  |
| Dienstgipfelhöhe      | 2700 m                                                               |                                           |
| Steigzeit auf 800 m   | 8:30 min                                                             | 8 min                                     |
| Steigzeit auf 2700 m  | 45 min                                                               |                                           |
| Flugdauer             |                                                                      |                                           |
| max. Reichweite       | 530 km                                                               |                                           |
| Bewaffnung            | –                                                                    | –                                         |